# Čerios
Čerios (енгл. Cheerios) američki je brend pahuljica koji proizvodi [[General Mills], a sastoji se od žitarica u prahu, u obliku torusa. U nekim zemljama, uključujući Ujedinjeno Kraljevstvo, Čerios je u prometu pod kompanijom Cereal Partners a sa zastupnikom Nestle; u Australiji i Novom Zelandu, Čerios se prodaje kao Uncle Toby’s proizvod. Prvobitno je proizveden 1941. i originalno je nazvan „ČeriŽitarice” (CheeriOats).

#### Nutritivna vrednost
1 porcija = 28 g
| nutritivna vrednost po porciji: |                   |
| Kalorije                        | 100 (Iz masti 15) |
| Mast                            | 2                 |
| Holesterol                      | 0                 |
| Sodium                          | 140               |
| Kalijum                         | 180               |
| Ugljeni hidrati                 | 20                |
| Protein                         | 3                 |
| Vitamin A                       | 10 %              |
| Vitamin C                       | 10 %              |
| Kalcijum                        | 10 %              |
| Gvožđe                          | 45 %              |

## Istorija
Čerios je predstavljen 1. maja 1941., pod nazivom „ČeriŽitarice”, ali je ime promenjeno u Čerios 1945. Čerios sa cimetom i orasima je prvi proizvod koji je proizveden različit od originalnog Čeriosa sredinom 1976., dok je drugi bio Čerios sa medom i orasima 1979. Veliki uticaj marketinga je doveo do ogromnog uspeha pahuljica i General Mills, koji je prodao približno 1.8 miliona kutija Čeriosa sa medom i orasima u prvoj samostalnoj godini.

## Proizvodnja
U januaru 2014., General Mills je najavio ukidanje korišćenja genetski modifikovanih sastojaka u originalnom Čeriosu. U februaru 2015., kompanija je najavila proizvodnju Čeriosa bez glutena uklanjanjem čestica pšenice, raži i ječma koji obično dođu u kontakt sa žitaricama od kog se pravi Čerios, tokom transporta u General Mills, u Bufalu, Nju Jork duž jezera Iri.

## Reklamiranje
Mnoge televizijske reklame za Čerios targetirale su decu kroz animirane likove (poput animirane pčele). Bulvinkl(Bullwinkle) je bio izabran za predstavnika reklame sredinom 1960., sa akcentom na rečenicu na kraju reklame „Napred sa Čeriosom!”. Hupiti Huper(Hoppity Hooper) je bio izabran za reklamu takođe sredinom 1960. pošto je General Mills bio primarni sponzor tog animiranog programa. Od 1969. do 1972. tok reklame je bio taj da Čerios dete i Su susretnu negativca i odlete, Čerios dete sipa žitarice u činiju te pesmica „Pokreni sebe” počinje da svira. Čerios oblikuje spiralu a zatim ulazi u detetove mišiće, pa Čerios dete i Su pobegnu i pronađu negativca, nakon čega Čerios dete izgovara njegovu frazu: „Nabavi Čerios.” Pesmica pozajmljuje audio zvuk od grupe the Monkees i njihovih pesama „I’m a beliver.” i „A Little Bit Me, a Little Bit You” koje su objavljene 3 godine ranije.

### Čerios dete
Lik Čerios deteta počinje sredinom 1950. i nastavlja kroz početak 1960. Čerios dete(The Cheerios Kid) je bilo glavna atrakcija u reklamama za Čerios. Dete bi, nakon pojedenih Čerios pahuljica, brzo rešavalo bilo koji problem predstavljen u reklami, koristeći veliko slovo G a malo slovo O napravljeno od žitarica — „Go power”(napred snaga). Lik je nakratko oživljen kasnih 1980-ih u sličnim reklamama. 2012. godine Čerios dete i sporedni lik Su se pojavljuju u videu na internetu koji je pokazivao način na koji Čerios „može da smanji holesterol”. Video klipovi deteta i Su deo montaže uključene u TV reklamu 2014., uz ranije reklame Čeriosa sa medom i orahom(Honey Nut Cheerios).

### Kikiriki
1984. i 1985. likovi iz komičnog stripa Kikiriki(Peanuts) su bili prikazani u mnogim Čerios reklamama. U reklamama, likovi bi postajali umorni u sred neke radnje (npr. čas plesa, igranje tenisa), ali bi im drugi lik rekao da nisu imali zdrav Čerios doručak. Zatim, na kraju reklame, lik bi posedovao mnogo energije, propraćen decom koja pevaju „Ti si na svojim prstima sa Čeriosom!”.

### Kašike priča
Kašike priča(Spoonfuls of Stories) je program, počeo 2002., čiji je sponzor Čerios i jednako zajedničko ulaganje General Mills-a i Simon&Schuster. Manje verzije dečijih knjiga Simon&Schuster objavljivane su u sklopu programa. Program je takođe uključivao takmičenje za Novog Autora; pobedničke knjige su objavljivane u minijaturnom obliku unutar kutije Čeriosa.

### Šon Džonson
2009. osvajačica olimpijske zlatne medalje i svetskа šampionka u gimnastici Šon Džonson(Shawn Johnson) je postala prvi sportista čija je slika bila prikazana na prednjoj strani Čerios kutije. Ograničena serija je distribuirana u srednjezapadnom regionu Amerike, u sklopu lanca prodavnice Hy-Vee.

### Samo proveravam
2013. emitovana je Čerios reklama, naslovljena „Samo proveravam” predstavljajući mešovitu porodicu u kojoj ćerka pita majku(belkinju) da li je Čerios dobar za srce, kao što je spomenuo njen otac(crnac). Majka odgovara da jeste, obizrom na natpis na kutiji na kom piše da cela zrna žitarica snižavaju holesterol. Naredna scena prikazuje oca koji se budi usled prosipanja gomile Čeriosa na njegove grudi od strane ćerke koja ga je time doslovno ostavila „bez reči”. Reklama je izazvala nenamernu ozloglašenost usled racističke ljutnje zbog prikazivanja meštovite porodice. Zbog intenzivnosti nastale situacije, General Mills je onesposobio komentare na videu. 2014. godine General Mills kroz Super Bowl reklame plasira novi video pod nazivom „Gracie” sa istom porodicom kao akterima; u reklami otac, koristeći Čerios za svoje objašnjenje, govori ćerci da je majka trudna i da će imati bebu, što ćerka prihvata pod uslovom da dobije i štene; otac pristaje dok majka izgleda pomalo iznenađeno.

### Vortexx
Radi promovisanja premijere Vorteksovih blok reklama subotom ujutru na američkoj The CW televiziji, u avgustu 2012., specijalne kutije Čeriosa su bile brendirane kao „Vortexx O’s”, uključujući i njihov pečat na kutiji. Igračke su takođe bile ubačene u kutiju Čeriosa, promovišući likove poput Džon Sine(John Cena), Ajron mena(Iron man) i Roze Moćnog Rendžera.

### Dobro kruži okolo
U 2017. Latrel Džejms(Latrell James) je unajmljen da otpeva pesmu za novu Čerios reklamu. Reklama je bila lako prepoznatljiva po refrenu pesme „Dobro kruži okolo i okolo i okolo, dobro kruži okolo i okolo”.

## Proizvodi

#### Žitarice
- Čerios (1941)
- Čerios sa cimetom i orasima (1976)[10]
- Čerios sa medom i orasima (1979)
- Čerios sa jabukom i cimetom (1988)
- Čerios sa više zrna žitarica (Original u Ujedinjenom Kraljevstvu)(proziveden 1992, obnovljen 2009)
- Zamrznuti Čerios (1995)
- Čerios sa jogurtom (opcije uključuju vanilu i jagodu) (2005)
- Voćni Čerios (Čerios zaslađen voćnim sokom) (2006)
- Hrskavi ovseni Čerios (zaslađeni Čerios sa ovasom) (2007)
- Čerios od banane i oraha (zaslađeni Čerios napravljen od banana pirea) (2009)
- Čokoladni Čerios (Čerios napravljen od kakaoa) (2010)
- Čerios sa cimetom (2011)
- Čerios sa kikiriki puterom od više vrsta žitarica (Čerios sa više vrsta žitarica sa šećernom trskom, ne pšenicom, i kikiriki puterom) (2012)
- Hrskavi Čerios sa više vrsta žitarica i crnom čokoladom[11] (2013)
- Proteinski Čerios (uključuje žitarice i med, cimet i badem) (2014)
- Ancient grain Čerios (zaslađeni Čerios napravljen od pšenice, krupnika i kinoe) (2015)
- Čerios sa ukusom bundeve (Čerios napravljen od pirea od bundeve i začinima za pitu od bundeve) (2016) (ograničena serija)
- Čokoladni Čerios sa kikiriki puterom (spoj dva ukusa zaslađenog Čeriosa; jedan sa kakao prelivom a drugi sa kikiriki puterom) (2016. ograničena serija, 2017. proizveden za stalno) (2016)
- Čerios od jagode (zaslađeni Čerios od pirea od jagode) (2017) (ograničena serija)

#### Ukinuti proizvodi
- Čerios i X’s[12] (1993)
- Tim Čerios[13] (prethodno američki tim Čerios) (1994)
- Millenios[14] (Čerios sa „2”-oblikom žitarica) (1999—2000)
- Čerios sa bobičastim voćem[15] (uključujući jagodu, jagodu-bananu, višnju-vanilu i kombinaciju tri vrste bobičastog voća) (2003)
- Dulce de Leche Čerios (zaslađeni Čerios sa karamelom) (2012)
- Banana orah Čerios (Čerios sa banana pireom)[16] (2015—2016)
- Very Berry Čerios (zaslađeni Čerios sa ukusom jagode, borovnice i maline) (2017)
- Čerios od breskve (Čerios napralvjen od pirea od breskve) (2018) (ograničena serija)

#### Grickalice
- Čerios miks grickalica — Original (2008)(Čerios, hrskavi vafli od kukuruza i pšenice, okrugli krekeri, perece i kreker štapići začinjeni sa belim i crnim lukom)
- Čerios miks grickalica — Sir (2008) (Čerios, hrskavi vafli od kukuruza i pšenice, okrugli krekeri, perece i kreker štapići začinjeni sa sirom)

#### Licencirani proizvodi
- Hrskave žitarice (Proizvodi Millvile, distribuira ALDI)
- Purely O’s (Organski Čerios, proizveden od pomoćne kompanije Generala Millsa, Cascadian Farm-a) (1999)
- Ovseni Čerios (Samo u Republici Irskoj, proizvedeno od strane Cereal Partners Worldwide, prodavano pod brendom Nestle)

## 2009 FDA zahtev
U maju 2009. godine, američka organizacija „Food and Drug Administration(FDA)” je poslala pismo za General Mills, navodeći da je Čerios prodavan kao nedozvoljeni novi lek, usled obeležavanja proizvoda koje glasi:
- „Možete sniziti holesterol 4 % za 6 nedelja”
- „Da li ste znali da u samo 6 nedelja Čerios može da reguliše loš holesterol u proseku oko 4 %? Čerios je… klinički

dokazano da smanjuje holesterol. Kliničke studije pokazale su da jedenje polovine činije Čeriosa dva puta dnevno u
sklopu dijete snižava zasićene masti i holesterol.”
Pismo FDA organizacije upozorilo je da General Mills mora da promeni način reklamiranja i prodaje Čeriosa ili da aplicira za federalnu dozvolu da se Čerios prodaje kao lek. General Mills je odgovorio sa izjavom da je njihov sastav rastvorljivih vlakana odobren od strane FDA, i da su tvrdnje o snižavanju holesterola promovisane na kutiji već dve godine.
U 2012, FDA je ispratila situaciju pismom potvrđujući da je Čerios ambalaža i reklamiranje bilo sporno, i da ne zahteva nikakve dodatne postupke.

## Spoljašnje veze
- Званични веб-сајт